# شهلا زرلکی
شهلا زرلکی نویسنده، منتقد ادبی و پژوهشگر ایرانی است. او جایزه «نقد ادب و هنر» در حوزه نقد ادبی را از سوی بنیاد نویسندگان و هنرمندان وابسته به سازمان فرهنگی هنری شهرداری تهران را در سال ۱۳۸۵ به خاطر «آثار دارای ارزش کیفی و قدرت تأثیرگذاری بر جامعه» دریافت کرد.
کتاب «در خدمت و خیانت زنان» او نقد و بررسی زیادی دریافت کرد.
او در دهه هشتاد در زمینه داوری جوایز ادبی و هنری نیز بسیار فعال بود؛ از جمله جایزه ادبی یلدا، جایزه ادبی مهرگان، جایزه روزی روزگاری، جایزه ادبی پروین اعتصامی، جشنواره ادبی صلح و دوستی، جشنواره هنر مسیحی ایران، جشنواره مشارکت ادبی اصفهان، جشنواره بین‌المللی کودکان و نوجوانان و جایزه ادبی والس.

## زندگی‌نامه
شهلا زرلکی در شهر تهران به دنیا آمده‌است و فارغ‌التحصیل رشته زبان و ادبیات فارسی است. نخستین تجربه‌های نویسندگی او به سال‌های نوجوانی بازمی‌گردد.

## فعالیت در نشریات
فعالیت مطبوعاتی را با نوشتن یادداشت و نقد سینمایی در سال ۱۳۷۷ در روزنامه سلام آغاز کرد. از سال ۱۳۷۸ به‌طور مستمر به نگارش مقاله و نقد ادبی در ماهنامه‌های فرهنگی متعدد از جمله نقد سینما، بیدار، کتاب ماه ادبیات و فلسفه پرداخت. او همچنین سابقه همکاری با روزنامه‌های همشهری، صبح امروز، شرق را هم دارد. عضویت در شورای سردبیری فصلنامه نگره از دیگر سوابق فعالیت و همکاری او به نشریات و رسانه‌ها به عنوان نویسنده و منتقد است. مجموعاً در دو دهه فعالیت این منتقد قریب یکصد مقاله و یادداشت در نقد آثار ادبی و سینمایی منتشر شده‌است. از دیگر فعالیت‌های او می‌توان به ویراستاری فصلنامه رسانه در فاصله سال‌های ۱۳۷۸ تا ۱۳۸۵ اشاره کرد. این نشریه در دفتر مطالعات و برنامه‌ریزی رسانه‌ها منتشر می‌شود.

## کتابشناسی

### نقد ادبی
- جادوگر سرزمین سامبا بررسی آثار پائولو کوئیلو، ۱۳۸۰، نشر فرهنگ کاوش[۱۶][۱۷]
- انسان‌گرای تمام‌عیار بررسی آثار ژوزه ساراماگو، سال ۱۳۸۱، نشر فرهنگ کاوش[۱۸]
- زنان علیه زنان جستاری روانشناختی در آثار آلبا دسس پدس، سال ۱۳۸۲، نشر فرهنگ کاوش[۱۹]
- خلسه خاطرات (بررسی آثار گلی ترقی) ۱۳۸۹، انتشارات نیلوفر[۲۰][۲۱]
- چراغ‌ها را من روشن می‌کنم (بررسی آثار زویا پیرزاد) ۱۳۹۲، انتشارات نیلوفر[۲۲][۲۳][۲۴]

### آثار داستانی
- ما دایناسور بودیم (مجموعه داستان) ۱۳۸۷، نشر چشمه[۲۵][۲۶]
- ا‌عتراف‌باز (فراداستان در ژانر ادبیات اعترافی) ۱۴۰۰ انتشارات ققنوس

### پژوهش و مطالعات زنان
- در خدمت و خیانت زنان، گفتارهایی دربارهٔ زنان، چاپ اول انتشارات رسا ۱۳۹۲. چاپ جدید نشر چشمه[۳][۴][۵][۶] این کتاب دو سال و نیم پیش از انتشار با نام «زن‌ها و آدم‌ها» به ناشر سپرده شد اما به پیشنهاد وزارت ارشاد نامش تغییر کرد.[۲۷] این کتاب با موضوع زن و رویکرد روان‌شناسی و جامعه‌شناسی نوشته شده‌است. این کتاب چهار فصل دارد و هر فصل به بخش‌های فرعی دیگری تقسیم شده‌است. مقولات و موضوعاتی که در این اثر در ارتباط با زن مورد بررسی قرار می‌گیرند، عبارتند از: ضرورت یا عدم ضرورت ازدواج (خارپشت‌های عاشق)، مسائل مربوط به قاعدگی و هستی زنانه (کروموزوم افسرده و جنون ماهانه)، دشمنی و دوستی زنان با یکدیگر (زنان عیله زنان)، فمینیسم، ریشه‌های تاریخی پسر خواهی، وضعیت خانگی و اجتماعی زن، چهل‌سالگی و یائسگی است.
- زنان، دشتان و جنون ماهانه (پژوهشی تاریخی، اسطوره ای دربارهٔ قاعدگی و نشانگان پیش از آن) نشر چشمه ۱۳۹۵[۲۸][۲۹] کتاب «زنان، دشتان و جنون ماهانه» نیز یک اثر پژوهشی ست و به مسئله قاعدگی زنان در دین، تاریخ و اسطوره پرداخته‌است.

## جوایز
شهلا زرلکی جایزه «نقد ادب و هنر» در حوزه نقد ادبی را از سوی بنیاد نویسندگان و هنرمندان وابسته به سازمان فرهنگی هنری شهرداری تهران را در سال ۱۳۸۵ به خاطر «آثار دارای ارزش کیفی و قدرت تأثیرگذاری بر جامعه» دریافت کرد.

## داوری جوایز ادبی و هنری
او در دهه هشتاد در زمینه داوری جوایز ادبی و هنری بسیار فعال بوده‌است. از آن جمله می‌توان به داوری در جایزه‌های ادبی جایزه ادبی یلدا در سال ۱۳۸۴ و ۱۳۸۳ همچنین داوری سه دوره جایزه ادبی مهرگان (دوره هفتم و هشتم و نهم) ۱۳۸۴ تا ۱۳۸۷ اشاره کرد. او همچنین در چهار دوره جایزه روزی روزگاری از سال ۱۳۸۶ تا ۱۳۸۹ داور این رقابت ادبی بود. همچنین داوری در جایزه ادبی پروین اعتصامی در سال ۱۳۸۵ عضو هیئت داوران جشنواره ادبی صلح و دوستی و نیز جشنواره هنر مسیحی ایران ۱۳۸۷، جشنواره مشارکت ادبی اصفهان ۱۳۸۷
بیست و دومین جشنواره بین‌المللی کودکان و نوجوانان ۱۳۸۶ و جایزه ادبی والس، سایت ادبی والس برای رمان‌های سانسور شده و غیرقابل چاپ از دیگر تجارب داوری این نویسنده و منتقد ادبی است.